# 소울사이어티
소울사이어티(Soulciety)는 대한민국의 음악 그룹이다.

## 구성원

### 남주희
- 생년월일: 1969년 8월 3일
- 데뷔 년도: 1981년(배우), 2010년(가수)
- 최종 학력: 건국대학교 무역학과 졸업 (학사)

### 윤재경
- 데뷔 년도: 2007년

## 이전 구성원

### 김동희
- 생년월일: 1984년 3월 6일
- 데뷔 년도: 2007년
- 최종 학력: 동아방송예술대학교 영상음악과 졸업

### 소울맨
- 본명: 강태우
- 생년월일: 1980년 10월 23일
- 데뷔 년도: 2003년

### 배현철
- 데뷔 년도: 2005년
- 최종 학력: 동아방송예술대학 영상음악과 졸업

## 음반 목록
- 《2 Colors》 (2005년)
- 《Urban Jamin》 (2010년)
- 《Coming Home》 (2010년)
- 《Just Say》 (2011년)
- 《Jane Doe》 (2012년)
- 《Diamonds》 (2013년)
- 《When I'm With You》 (2014년)
- 《247》 (2014년)